# Eduard Sperling
Eduard Sperling (Hamm, Alemania, 29 de diciembre de 1902-Dortmund, 24 de febrero de 1985) fue un deportista alemán especialista en lucha grecorromana donde llegó a ser subcampeón olímpico en Ámsterdam 1928.

## Carrera deportiva
En los Juegos Olímpicos de 1928 celebrados en Ámsterdam ganó la medalla de plata en lucha grecorromana estilo peso ligero, tras el húngaro Lajos Keresztes (oro) y por delante del finlandés Edvard Westerlund (bronce).